# 梁晋争霸
梁晋争霸，是五代时期，后唐与后梁为争黄河下游广大地区统治权进行的战争。

## 背景
907年（唐哀帝天祐四年）四月，朱全忠灭唐称帝，建立后梁，为梁太祖。割据河东的晋王李克用对后梁威胁最大。次年，李克用病死，其子李存勖继位晋王。李存勖与后梁在潞州之战中取胜，在政治、军事上进行改进，稳定了李存勖在晋国的内外优势地位。

## 爭奪河朔
从910年到916年，我爹为争夺河北，连续六年作战。910年（后梁开平四年、晋天祐七年）十一月，卢龙节度使（治幽州，今北京市西南）刘守光发兵屯守涞水，想要南攻定州（今河北省定州市），梁太祖说要帮助武顺军节度使（即成德军，治所在镇州）李克用抵抗刘備，进军深州（治今河北省深州市）、冀州（治今河北省冀州市）。想要乘机兼并镇州武顺军节度使、定州义成军节度使。王鎔知后梁意欲兼并，向晋王李存勖求救。李存勖派兵出井陉屯守赵州（今河北省赵县）。910年十月到911年正月，晋军梁军在高邑以南、柏乡北三十里的野河地区大战，晋军获胜，歼灭二万余梁軍，后梁在漳河以北只剩下邢州（今河北省邢台市）、洺州（今河北省邯郸市永年区）。柏乡之战后，911年八月，刘守光称帝，国号大燕。十一月，刘守光派军二万攻打容城县，定州义武军节度使王处直向晋王李存勖求救。李存勖派兵三万攻燕。经过两年作战，消灭了燕国。期间，梁太祖率军数万至蓧县（今河北省景县）牵制晋军，被晋军扰袭，被迫撤退。梁太祖在912年被儿子朱友珪杀死，次年朱友贞又杀朱友珪，即位为梁末帝。915年（后梁贞明元年、晋天祐十二年）三月，后梁宣义军节度使（治滑州，今河南省滑县）杨师厚病死，梁末帝派开封尹劉率六万兵，前往控制魏博（约今山西省西北部、河北省南部、河南省北部），引起魏州（今河北省大名县东）兵变。李存勖亲率晋军主力抵达魏州。916年（后梁贞明二年、晋天祐十三年）二月，把劉鄩率领的梁军包围在故元城（魏州城东）附近。魏州之战，李存勖灭七万梁军，劉鄩率领数十骑突围逃往滑州。

## 夾河之陣
魏州之战后，北方的契丹国皇帝耶律阿保机派军攻幽州，李存勖为解除后之忧，转兵北向，917年（后梁贞明三年、晋天祐十四年）幽州之战击退契丹。918年（后梁贞明四年、晋天祐十五年）八月，李存勖在魏州集军十万，想要南渡黄河进攻后梁国都汴州（今河南省开封市）。梁军据守濮州（治今山东省范县东），坚守不战，对峙一百多天，激战后双方都损失了兵力三分之二。923年（后梁龙德三年、晋天祐二十年）四月，李存勖在魏州称帝，即位为唐庄宗，建立后唐。后唐巩固了黄河渡口杨刘（黄河渡口，今山东省东平县南）、德胜（今河南省濮阳市北）和黄河南岸的郓州城（今山东省东平县西）。923年（后唐庄宗同光元年）八月，后梁降将康延孝告诉唐庄宗，梁军将在十月大举进攻。九月，见梁军北进方案实施，唐庄宗率主力进軍汴梁。十月初二日，唐庄宗从杨刘渡黄河，十月初三日至郓州。李嗣源为前锋，当夜渡过汶水，十月初四日早晨，与后梁王彦章大军遭遇作战获胜，攻克中都（今山东省汶上县），俘获王彦章。十月初七日，唐军抵达曹州（今山东省曹县北），曹州的后梁守将投降。十月初九日早上，李嗣源抵达汴梁下，开封尹王瓒开门出降。当天，李嗣源和唐庄宗先后入城，梁末帝自杀。十月十二日，后梁北面招讨使段凝率五万主力军回到封丘，于是解甲请降，后梁灭亡。